# Комбінаторна оптимізація
Комбінаторна оптимізація (англ. Combinatorial optimization) — розділ теорії оптимізації. Розглядає задачі оптимізації, у яких множина розв'язків є дискретною або може бути зведена до дискретної.

## Визначення
Задача дискретної оптимізації визначається як четвірка {\displaystyle {\mathcal {P}}=(X,(S_{x})_{x\in X},c,goal)}, де:
- {\displaystyle X} — формальна мова над множиною {\displaystyle \{0,1\}} розв'язна за поліноміальний час;
- {\displaystyle S_{x}} — підмножина {\displaystyle \{0,1\}^{*}} для кожного {\displaystyle x\in X}; існує поліном {\displaystyle p} такий, що {\displaystyle size(y)\leq p(size(x))} для всіх {\displaystyle y\in S_{x}} та всіх {\displaystyle x\in X}, та мови {\displaystyle \{(x,y):x\in X,y\in S_{x}\}} та {\displaystyle \{x\in X:S_{x}=\emptyset \}} розв'язні за поліноміальний час;
- {\displaystyle c:\{(x,y):x\in X,y\in S_{x}\}\to Q} є функцією, обчислюваною за поліноміальний час;
- {\displaystyle goal\in \{max,min\}}

Елементи {\displaystyle X} називають екземплярами {\displaystyle {\mathcal {P}}}. Для кожного екземпляру {\displaystyle x} елементи {\displaystyle S_{x}} називають припустимими розв'язками {\displaystyle x}.

## Приклади

### Задача комівояжера
В задачі комівояжера задане ціле {\displaystyle n>0} та відстані між всіма парами {\displaystyle n} міст у вигляді {\displaystyle (n\times n)} матриці {\displaystyle [d_{ij}]}, де {\displaystyle d_{ij}\in Z^{+}}. Обхід — це замкнений маршрут, що проходить через кожне місто один раз. Задача полягає у відшуканні обходу з найменшою довжиною.
Можна взяти F={всі перестановки {\displaystyle \pi } з {\displaystyle n} об'єктів}. Кожна перестановка {\displaystyle \pi } є обходом, якщо інтерпретувати {\displaystyle \pi (j)} як місто, відвідуване після міста {\displaystyle j}, {\displaystyle j=1,\dots ,n}. Тоді вартість {\displaystyle c} відображає {\displaystyle \pi } в {\displaystyle \sum _{j=1}^{n}d_{j\pi (j)}.}